# Drets de Magdeburg
Els Drets de Magdeburg (en alemany: Magdeburger Recht) va ser un dels més coneguts sistemes de dret urbà. Va ser format al segle xiii a la ciutat alemanya de Magdeburg com a dret urbà feudal, en virtut del qual l'activitat econòmica, els drets de propietat, la vida sociopolítica i l'estat estamental dels ciutadans es regulaven per un sistema jurídic propi, el que es corresponia amb el paper de les ciutats com a centres de producció i intercanvi monetari i mercantil.
Les fonts del Dret de Magdeburg, el Sassenspiegel (El mirall saxó, una compilació de la llei feudal alemanya) i l'estatut de la ciutat de Magdeburg, normalment definien l'organització de la producció artesanal, el comerç, l'ordre d'elecció i activitat del govern autònom urbà, dels gremis d'artesans i comerciants. Estava trobava vigent entre els segles XIII i XVIII a Polònia, Belarús, Lituània i Ucraïna.
Al Gran Ducat de Lituània (sobretot en el territori de la moderna Belarús, Lituània i Ucraïna) el Dret de Magdeburg es va instaurar a: Vílnius (1387), Brest (1390), Hrodna (1391), Lutsk (1432), Slutsk (1441), Kíev (1494 - 1497), Polotsk (1498), Minsk (1499), Maguilov (1561), Vítsiebsk (1597), Druya (1620), Kazimir (1643), Stanislav (1662), i altres ciutats.
Els residents de les ciutats que obtenien el Dret de Magdeburg estaven exempts d'obligacions feudals. Sobre la base del Dret de Magdeburg a la ciutat es creava un òrgan d'autogovern electe, el magistrat. Amb la introducció del Dret de Magdeburg es revocava el dret local, encara que l'aplicació dels costums locals estava permesa en el cas que les normes, necessàries per a la solució del cas, no estiguessin previstes pel Dret de Magdeburg.
El Dret de Magdeburg no s'aplicava a la població jueva, que no es considerava part de la població original de les ciutats de l'Europa oriental. L'excepció va ser només a la ciutat lituana de Trakai, on els jueus el 1444 van obtenir el dret de Magdeburg com un grup independent de ciutadans.
Sobre la base del Dret de Magdeburg a 1785 a Rússia va ser establert el Diploma sobre els drets i avantatges a les ciutats de l'Imperi Rus (en rus Грамота на права и выгоды городам Российской империи, també conegut com a "Жалованная грамота городам").